# La mappa del mondo
 La mappa del mondo (A Map of the World) è un film del 1999 diretto da Scott Elliott.

## Trama
Alice è una donna sposata con due figlie di tre e nove anni. È una dottoressa che lavora come vigilatrice in una scuola primaria.
Spesso si scambia dei favori con la vicina di casa Theresa, che è anche la sua migliore amica. 
Mentre bada alle sue figlie e a quelle dell'amica Theresa, la più piccola di queste perde la vita, annegando nel lago.
Per Alice è un duro colpo, che viene aggravato quando alcune famiglie di certi suoi pazienti la accusano di molestie, facendola arrestare.
Il marito e, inaspettatamente, Theresa, le stanno accanto.

## Riconoscimenti
- 1999 - National Board of Review
  - Miglior attrice non protagonista (Julianne Moore)